# Crawling (bài hát)
"Crawling" là một bài hát của ban nhạc rock người Mỹ Linkin Park. Đây là đĩa đơn thứ 3 trong album đầu tay của họ, Hybrid Theory, và là bài hát thứ 5 trong album. Nó được phát hành vào ngày 1 tháng 3 năm 2001, là đĩa đơn thứ 3 của họ, và giành giải Grammy cho Màn trình diễn Hard Rock xuất sắc nhất năm 2002. Vào tháng 1 năm 2011, "Crawling" được phát hành trong gói DLC của Linkin Park cho trò chơi Rock Band 3.

## Hoàn cảnh
"Crawling" là một trong số ít bài hát trong Hybrid Theory không có phần lời hát rap của Mike Shinoda. Ca sĩ Chester Bennington nhận xét rằng "Crawling" là bài hát khó nhất của Linkin Park khi hát live, nói rằng "Crawling đã khiến tôi thấy khó khăn nhất khi hát live hơn bất kỳ bài hát nào khác." Bennington cũng bình luận về ý nghĩa của "Crawling" khi nói rằng nó được lấy cảm hứng từ những cuộc chiến của chính ông với chứng nghiện chất kích thích. "Crawling nói về cảm giác khi tôi không kiểm soát được bản thân trước ma túy và rượu...".

## Video âm nhạc
Video được đạo diễn bởi Brothers Strause. Nó miêu tả xung đột nội tâm của một cô gái trẻ khi đối mặt với một mối quan hệ bị lạm dụng.
"Crawling" là video âm nhạc đầu tiên có mặt Dave Farrell trong ban nhạc. Phoenix đã trở lại Linkin Park ngay trước khi họ bắt đầu thực hiện video này.
Tính đến tháng 12 năm 2020, bài hát đã có 300 triệu lượt xem trên YouTube.
Video đã được đề cử cho Video Rock xuất sắc nhất trong Giải Video Âm nhạc của MTV. Nó đã thua "Rollin" của Limp Bizkit.

## Nhân sự
- Chester Bennington - giọng ca chính
- Mike Shinoda - guitar đệm, ca sĩ
- Joe Hahn - bàn xoay, sampler
- Brad Delson - guitar chính, guitar bass
- Rob Bourdon - trống

## Danh sách bài hát
Tất cả các ca khúc được viết bởi Linkin Park.
| CD đĩa đơn | CD đĩa đơn                        | CD đĩa đơn |
| STT        | Nhan đề                           | Thời lượng |
| ---------- | --------------------------------- | ---------- |
| 1.         | "Crawling" (Phiên bản Album)      | 3:29       |
| 2.         | "Papercut" (Trực tiếp từ BBC)     | 3:08       |
| 3.         | "Backstage Video Footage" (Video) | 9:56       |

| DVD đĩa đơn | DVD đĩa đơn                       | DVD đĩa đơn |
| STT         | Nhan đề                           | Thời lượng  |
| ----------- | --------------------------------- | ----------- |
| 1.          | "Crawling" (Video Trực tiếp)      | 3:31        |
| 2.          | "Crawling" (Phiên bản Album)      | 3:29        |
| 3.          | "4x30 Second Live Video Snippets" | 2:00        |

## Xếp hạng
| Bảng xếp hạng (2001–02)              | Vị trí cao nhất |
| ------------------------------------ | --------------- |
| Úc (ARIA)                            | 33              |
| Áo (Ö3 Austria Top 40)               | 8               |
| Bỉ (Ultratop 50 Flanders)            | 25              |
| Europe (Eurochart Hot 100)           | 52              |
| Đức (GfK)                            | 14              |
| Ireland (IRMA)                       | 16              |
| Hà Lan (Single Top 100)              | 45              |
| New Zealand (Recorded Music NZ)      | 37              |
| Scotland (OCC)                       | 15              |
| Thụy Điển (Sverigetopplistan)        | 27              |
| Thụy Sĩ (Schweizer Hitparade)        | 43              |
| Anh Quốc (OCC)                       | 16              |
| Anh Quốc Rock and Metal (OCC)        | 2               |
| Hoa Kỳ Billboard Hot 100             | 79              |
| Hoa Kỳ Alternative Songs (Billboard) | 5               |
| Hoa Kỳ Mainstream Rock (Billboard)   | 3               |

| Bảng xếp hạng (2017)                   | Vị trí cao nhất |
| -------------------------------------- | --------------- |
| Cộng hòa Séc (Singles Digitál Top 100) | 73              |
| France (SNEP)                          | 106             |
| Hungary (Single Top 40)                | 30              |
| Bồ Đào Nha (AFP)                       | 81              |
| Slovakia (Singles Digitál Top 100)     | 74              |
| Hoa Kỳ Hot Rock Songs (Billboard)      | 8               |

| Bảng xếp hạng (2001)                 | Vị trí |
| ------------------------------------ | ------ |
| Austria (Ö3 Austria Top 40)          | 31     |
| Belgium (Ultratop Flanders)          | 97     |
| Germany (Official German Charts)     | 47     |
| UK Singles (Official Charts Company) | 190    |
| Bảng xếp hạng (2017)                 | Vị trí |
| US Hot Rock Songs (Billboard)        | 85     |
| Bảng xếp hạng (2019)                 | Vị trí |
| Portugal (AFP)                       | 926    |

## Chứng nhận
| Quốc gia                                                    | Chứng nhận | Số đơn vị/doanh số chứng nhận |
| ----------------------------------------------------------- | ---------- | ----------------------------- |
| Ý (FIMI)                                                    | Gold       | 25.000‡                       |
| Anh Quốc (BPI)                                              | Gold       | 400.000‡                      |
| Hoa Kỳ (RIAA)                                               | Gold       | 500.000‡                      |
| ‡ Chứng nhận dựa theo doanh số tiêu thụ và phát trực tuyến. |            |                               |